# ولتن (کنتاکی)
ولتن (به انگلیسی: Walton) شهری در ایالت کنتاکی کشور ایالات متحده آمریکا است که جمعیت آن در سرشماری سال ۲۰۱۰ میلادی، ۳٬۶۳۵ نفر بوده‌است.